# 月球陨石坑

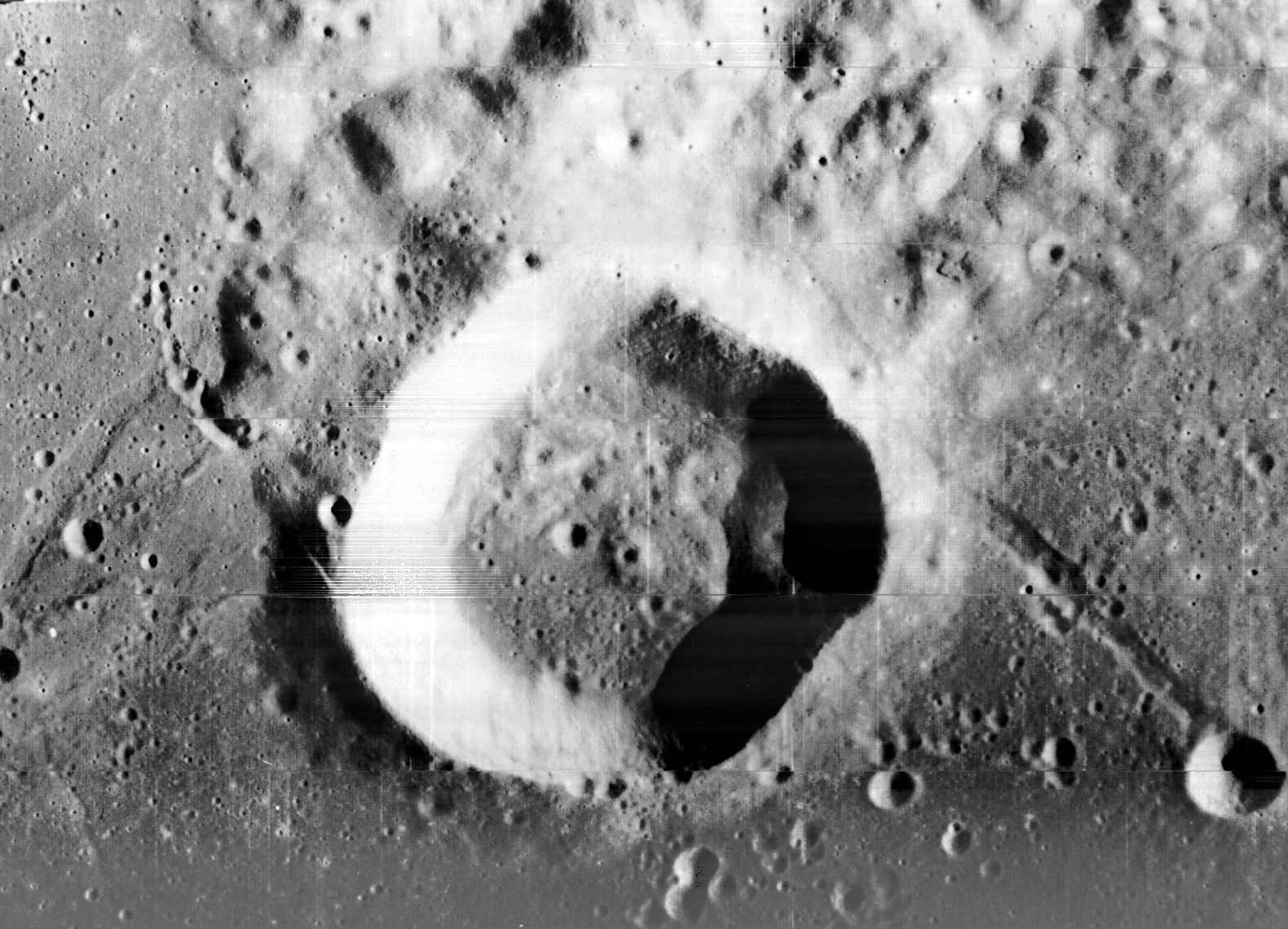
月球轨道器1号拍摄的韦布陨石坑，可看到数座环绕它的更小陨坑。

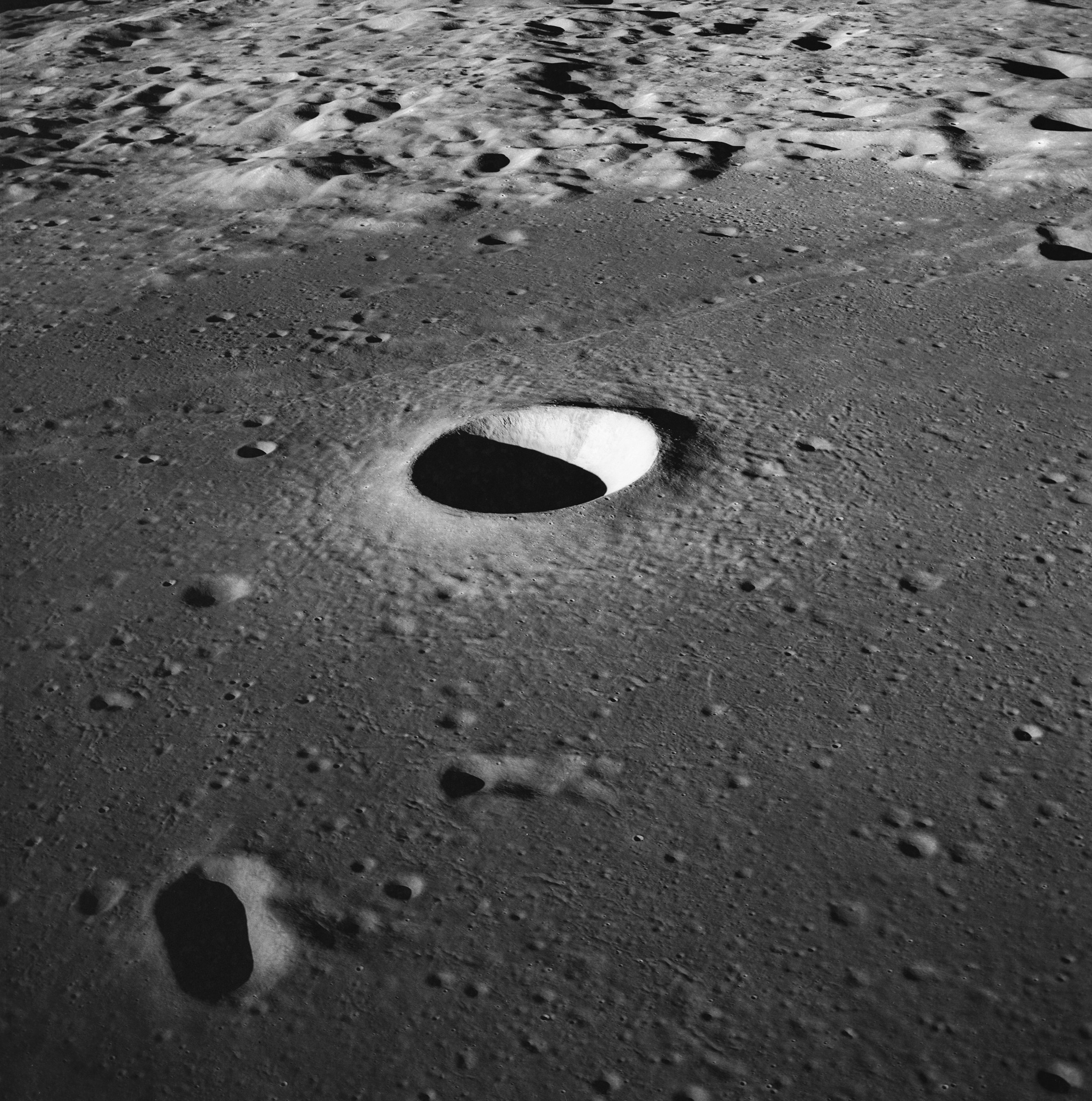
阿波罗11号拍摄的毛奇陨石坑侧视图

月球陨石坑（也称环形山）是指月球表面的碗状凹坑，其外观特征为坑底相对平坦，周围环绕着一圈隆起的坑壁。按照现代观点，绝大多数月球陨石坑都来自于撞击，仅有一小部分仍被认为是火山喷发所形成的火山口。

## 历史和成因

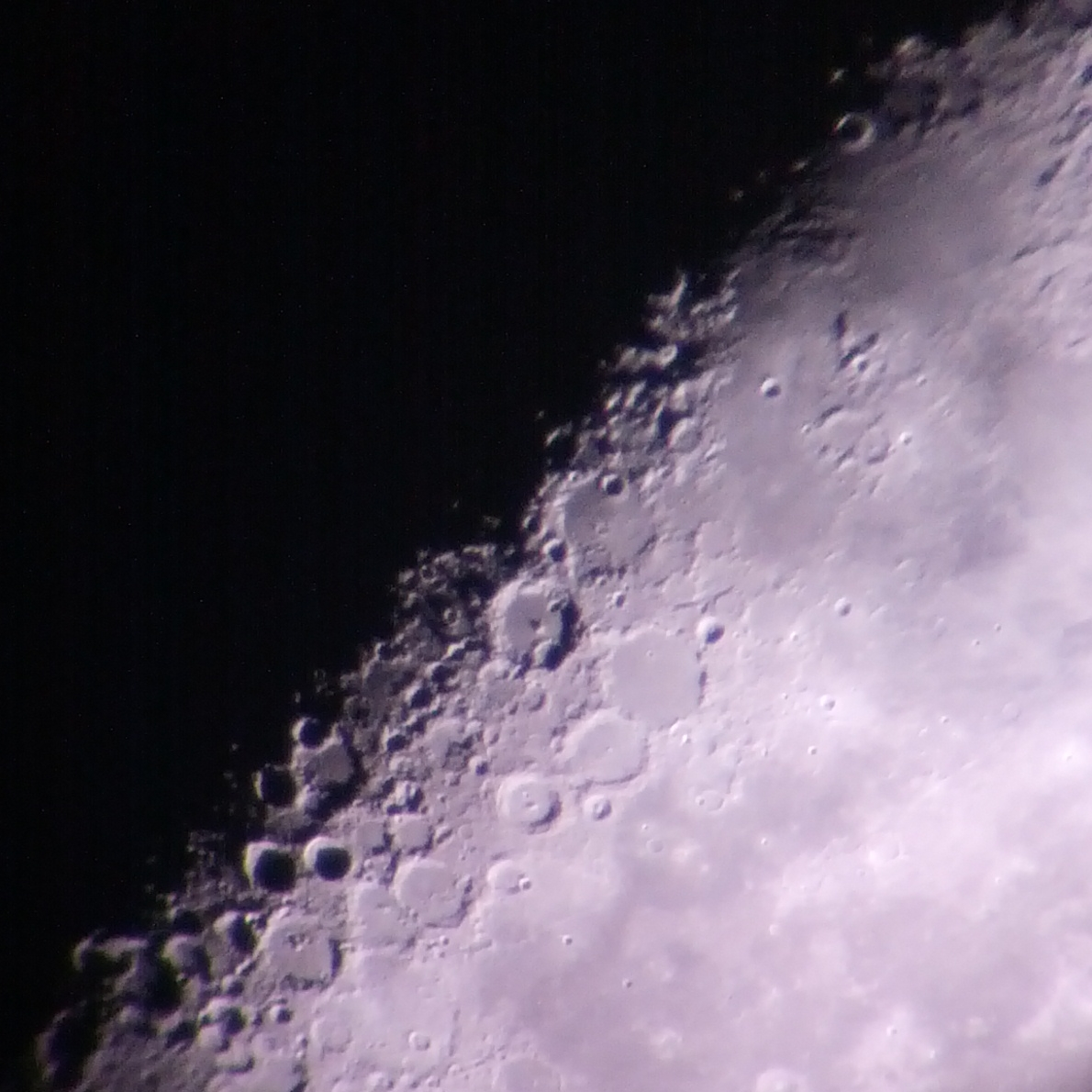
在被太阳部分照亮的新月时分，一位业余天文学家在后院用望远镜拍摄的月球陨石坑。

陨石坑或环形山一词是由伽利略·伽利莱首次提出，该词引自希腊语中代表用来混合水和酒的「容器（Κρατήρ）」。1609年伽利略制作了他的首架望远镜，并在1609年11月30日将它对准了月球。他发现，与当时的普遍看法不同，月球并非是一个光滑的球体，它也有山脉和杯状凹坑，因此，它将后者命名为环形山。
有关环形山起源的科学观点在接下来的几个世纪里来回摆动。主要的观点有：(a)、月球上火山爆发产生的喷发口；(b)、流星撞击；(c)、二十世纪初奥地利工程师汉斯·赫比格（Hanns Hörbiger）提出并被纳粹德国科学家推崇的冰宇宙演化论（Welteislehre），认为是冰川运动形成了陨石坑。
阿波罗计划以及同期无人探测器所收集的证据明确证实：几乎所有月球陨石坑都形成于流星或小行星的撞击，并暗示，其它天体上绝大部分陨坑的起源也是如此。
美国宇航局（NASA）通过月球撞击监控项目对新陨坑的形成进行了研究。记录到的最大一座新陨坑的形成就发生于2013年3月17日的一次撞击，通过肉眼应可看到。据信该撞击来自一颗重约40公斤的流星体，其撞击月表的速度达到每小時90000公里。

## 特征

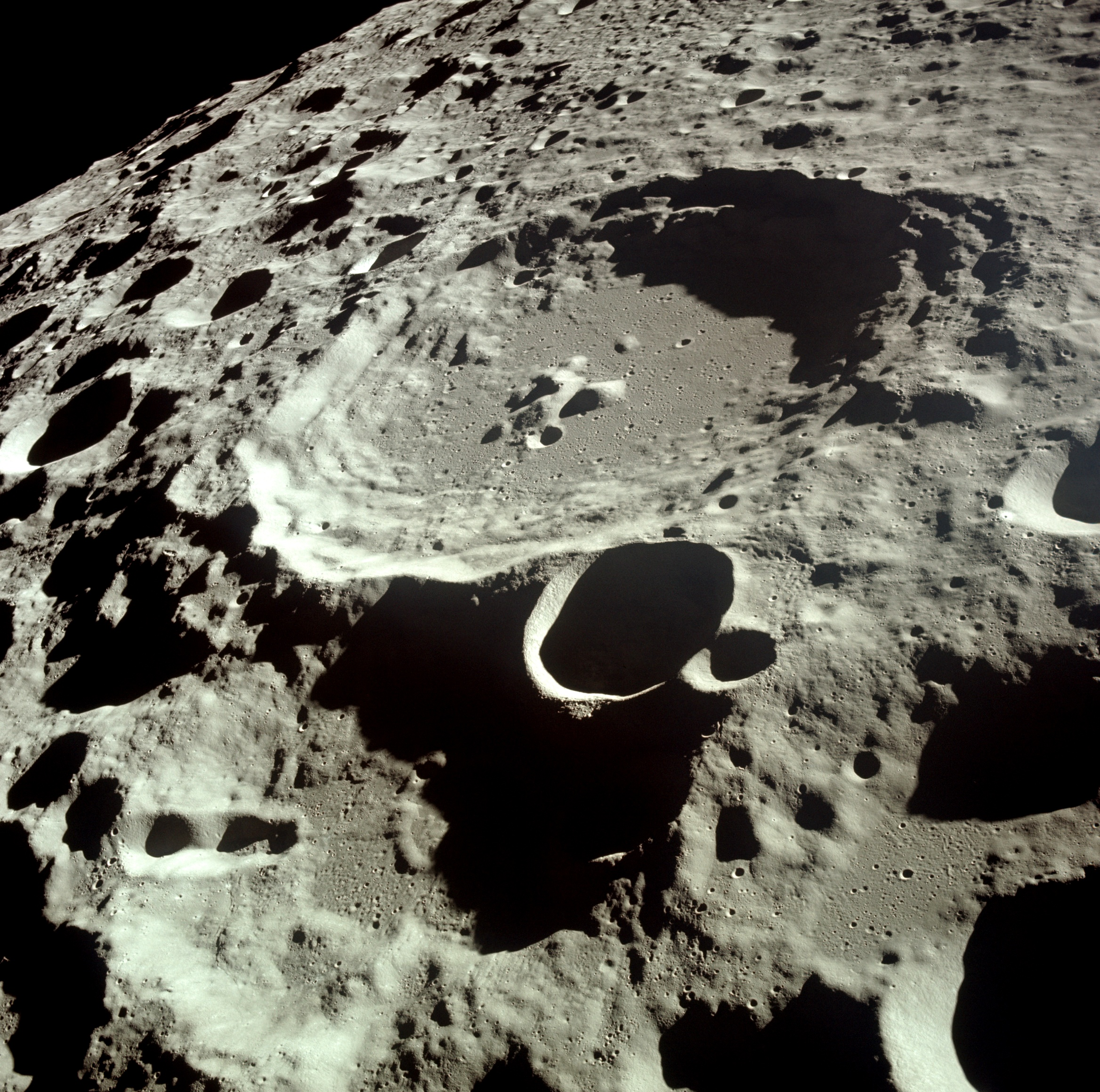
阿波罗11号拍摄的代达罗斯环形山

由于月球上缺乏水、大气层或板块构造，因此，很少发生侵蚀作用，已发现的陨石坑其地质龄均超过了20亿年。大型陨石坑年龄的确定一般取决于它所含的小陨坑数，越古老的陨石坑通常会累积越多的小陨坑。
在地球上曾发现了来自月球最小陨坑的陨石，而最大的陨石坑，位于月球南极附近的，其直径横跨2500公里(1600英里)。然而，据认为许多月海也形成于巨大的撞击，只是所形成的凹坑被随后上涌的熔岩填没了。
陨石坑通常都会有以下部分或全部特征：
- 当陨坑形成后，其周边区域地表上会覆盖有一层溅射物层；由于新溅射层暴露在太阳辐射下的时间更短，通常比旧的更亮；
- 从陨坑及所形成的冲击激波中扩散开的射纹系统，某些情况下其延伸距离相当遥远；
- 隆起的边缘，由撞击喷发物构成，离撞击点很近；
- 坑壁，坑内向下倾斜的内侧坡；
- 坑底，或平缓，或崎岖的平坦区域，其地质龄与所累积的小陨坑成正比；
- 中央峰，仅在一些直径超过26公里（16英里）以上的陨坑中发现了中央峰；这通常是由撞击动能转化，加热并熔化了撞击体所造成的溅射效应。

## 陨石坑分类
1978年，月球與行星實驗室的查克·伍德（Chuck Wood）和利夫·安德森（Leif Andersson）共同设计了一种月球撞击坑分类体系。他们以一些相对未遭受后续撞击影响的陨石坑作为参照，成功地将月球上99%的撞击坑分成五大类。
月球與行星實驗室陨石坑分类如下：
| 类型 | 典型代表           | 形态特征                                                     | 直径范围   | 图片 |
| ---- | ------------------ | ------------------------------------------------------------ | ---------- | ---- |
| ALC  | 阿尔巴塔尼 C       | 小型，外观呈圆杯形，外侧壁尖峭，内侧壁光滑平整，无中央坑底。 | 10公里以下 |      |
| BIO  | 毕奥陨坑           | 与 ALC 型类似，但有平坦的中央坑底，典型直径约15公里。        | 10-15公里  |      |
| SOS  | 索西琴尼陨石坑     | 坑底宽阔平坦，无中央峰，内侧壁带有阶坡结构。                 | 15-25公里  |      |
| TRI  | 特里斯纳凯尔陨石坑 | 拥有中央峰(从直径26公里始)，内侧壁不平整，有崩塌滑落的痕迹。 | 15-50公里  |      |
| TYC  | 第谷环形山         | 阶地状内壁，相对平整的坑底，通常拥有大型中央峰。             | 50公里以上 |      |

直径超过数百公里和缺乏中央峰的陨石坑经常被非正式地称为盆地，并被单独列为一类—大型撞击坑结构。大小类似圆形月海，但与它们不同的是有明亮的坑底，没有(或少量)覆盖黝黑的熔岩，有时被称为「塔拉绍德」（平坦而低洼的表面）。 
2009年初，北亚利桑那大学的纳丁·巴洛（Nadine Barlow）博士将伍德和安德森的月球撞击坑数据库转换成数码格式。巴洛博士还创建了一个伍德和安德森的新月球撞击坑数据库类似的，在该数据库中她基于克莱门汀号飞船拍摄的月表面图像，将所有直径大于或等于五公里的撞击坑都列入了其中。
Moon Zoo 项目旨在动员全社会科技人员通过公众科学网络平台共同参与，利用美国宇航局发布的月球勘测轨道飞行器数据，尽可能多地绘制出月球陨石坑的大小和形状。

## 命名
月球环形山占月表上95%已命名的特征，通常它们都以已故科学家和其它探险家之名来命名的，这一传统起始于16世纪意大利天文学家和耶稣会天主教神父乔瓦尼·巴蒂斯塔·里乔利，1919年以来，对月球特征的命名已统一归由国际天文学联合会管理。
一些有趣的小陨坑（如通过月球探测计划探访过的）被以人类各种族常用名命名（罗伯特、何塞、路易丝等），月球上最大的陨石坑之一—阿波罗环形山，取名自阿波罗计划，该环形山内部及周边许多更小的陨石坑被授以美国已故宇航员的名字。同样，莫斯科海内外的许多陨石坑也被授以了前苏联已故宇航员的名字。除此之外，1970年有12座月球陨石坑使用了12位尚健在的宇航员名字，其中6位是前苏联宇航员，6位是美国宇航员。
在已命名的陨坑中，数量最多的是卫星陨石坑：其名称由所靠近的主坑名加一个大写字母组成(如：哥白尼 A、哥白尼 B、哥白尼 C等等)。
月球上的陨坑链通常以附近的陨石坑名命名，它们的拉丁名包含单词「Catena（链）」如戴维链坑就位于戴维环形山附近。

## 主要陨坑位置
红色标记指示了月球正面一些已命名陨石坑的位置。

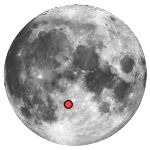
阿尔巴塔尼环形山
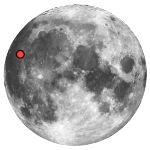
阿里斯塔克斯陨石坑
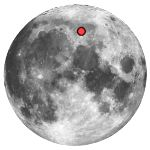
亚里士多德环形山
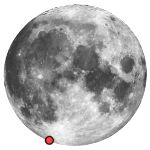
巴伊环形山
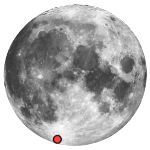
克拉维斯环形山
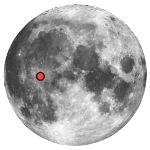
哥白尼环形山
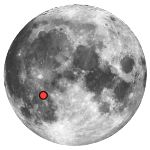
弗拉·毛罗环形山
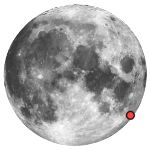
洪堡环形山
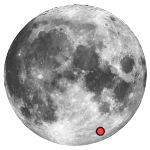
让桑环形山
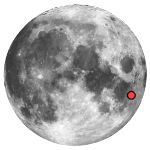
朗伦环形山
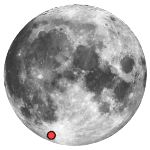
隆哥蒙塔努斯环形山
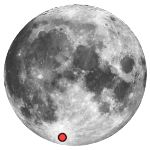
马吉尼环形山
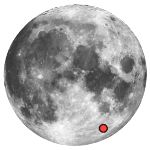
梅修斯环形山
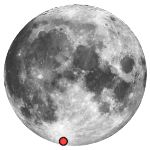
莫雷环形山
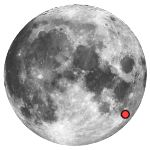
培特威物斯环形山
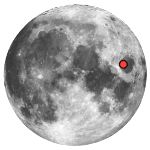
皮卡德陨石坑
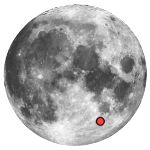
皮科洛米尼环形山
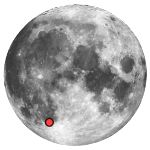
皮塔屠斯环形山
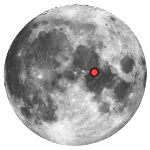
普林尼陨石坑
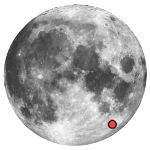
里伊塔环形山
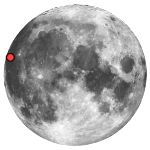
罗素环形山
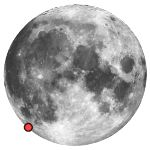
施卡德环形山
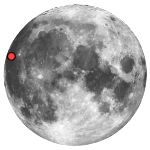
塞琉古环形山
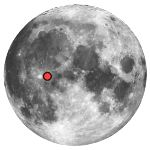
斯塔迪乌斯环形山
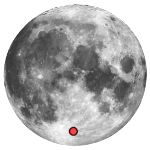
施特夫勒环形山
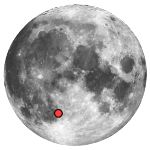
塞比特环形山
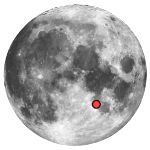
西奥菲勒斯环形山
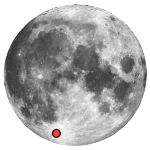
第谷环形山
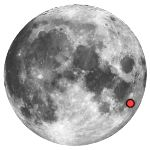
文德利努斯环形山
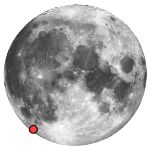
瓦尔格廷环形山

## 另请查看
- 月球環形山列表

## 备注
1. ↑  该术语是由前苏联在对月球背面进行探索后所创建。后在1967年第十三届国际天文学联合会大会上，曾提请列入行星体系命名法类别项目列表，但该提议被拒绝。所以，该术语仅保留作为一种地貌特征的描叙，而非它们的专用名称[6]。

## 参阅文献
1. ↑  Pike RJ. . . New York: Pergamon Press. 1977: 489–509.
2. ↑  Quaide, William L.; Oberbeck, Verne R. . Journal of Geophysical Research. 1968-08-15, 73 (16): 5247–5270. Bibcode:1968JGR....73.5247Q. doi:10.1029/JB073i016p05247 （英语）.
3. ↑  . Marshall Space Flight Center.   [2013-05-18]. （原始内容存档于2013-05-17）.
4. ↑  Dr. Tony Phillips. . Nasa Science News. 17 May 2013  [13 June 2014]. （原始内容存档于2014-02-26）.
5. ↑  Wood, C. A.; Anderson, L. . Lunar and Planetary Science Conference Proceedings. 1978-01-01, 9: 3669–3689  [2022-04-17]. （原始内容存档于2022-11-28）.
6. ↑  . The-Moon Wiki.   [2014-09-01]. （原始内容存档于2013-09-25）.
7. ↑  J. A. Jackson; J. P. Mehl; K. K. E. Neuendorf (American Geological Institute) (编).  5th. Springer Science & Business Media. 2005: 665  [2017-01-30]. ISBN 978-0-922-15276-6. （原始内容存档于2020-08-05）.
8. ↑  Mosher J.  (PDF). Massachusetts Institute of Technology. 1970: 10. （原始内容 (PDF)存档于2014-09-05）.
9. ↑  David T. W. Buckingham; Bitha Salimkumar & Nadine G. Barlow.  (PDF) 42: 1428. 2011  [2017-01-30]. （原始内容存档 (PDF)于2011-06-29）. |booktitle=被忽略 (帮助)
10. ↑  .   [2017-01-30]. （原始内容存档于2017-10-17）.
11. 1 2 3 4 5  Data from Gazetteer of Planetary Nomenclature （页面存档备份，存于）
12. 1 2  . Gazetteer of Planetary Nomenclature. International Astronomical Union (IAU) Working Group for Planetary System Nomenclature (WGPSN).   [2014-08-24]. （原始内容存档于2014-08-09）.
13. 1 2  Greeley R.; Batson R. M. . . Cambridge University Press. 1990: 97–103  [2017-01-30]. ISBN 978-0-5210-3373-2. （原始内容存档于2020-08-05）.
14. ↑  Riccioli's map of the Moon (1651)
15. ↑  . Gazetteer of Planetary Nomenclature. International Astronomical Union (IAU) Working Group for Planetary System Nomenclature (WGPSN).   [2014-08-24]. （原始内容存档于2013-12-10）.